# Campionati europei di atletica leggera indoor 2005 - Pentathlon
In questa pagina sono riportati i risultati di ogni prova del pentathlon femminile dei Campionati europei di atletica leggera indoor 2005.

## 60 metri ostacoli
Serie 1 (partenza ore 10:00)
| Posizione | Atleta                 | Nazione | Tempo | Punti |
| --------- | ---------------------- | ------- | ----- | ----- |
| 1         | Maria Peinado          | ESP     | 8.60  | 995   |
| 2         | Claudia Tonn           | GER     | 8.65  | 984   |
| 3         | Francine Passe-Coutrin | FRA     | 8.73  | 967   |
| 4         | Karolina Tyminska      | POL     | 8.84  | 944   |
| 5         | Olga Kungorova         | ESP     | 8.94  | 922   |
| 6         | Ksenja Balta           | EST     | 10.60 | 604   |
| 7         | Tat'jana Gordeeva      | RUS     | DNF   | 0     |

Serie 2 (partenza ore 10:06)
| Posizione | Atleta               | Nazione | Tempo | Punti |
| --------- | -------------------- | ------- | ----- | ----- |
| 1         | Carolina Klüft       | SVE     | 8.19  | 1086  |
| 2         | Sonia Kesselschläger | GER     | 8.40  | 1039  |
| 3         | Laurien Hoos         | NLD     | 8.40  | 1039  |
| 4         | Natalija Dobryns'ka  | UKR     | 8.42  | 1035  |
| 5         | Kelly Sotherton      | GBR     | 8.43  | 1032  |
| 6         | Marie Collonvillé    | FRA     | 8.48  | 1021  |
| 7         | Karin Ruckstuhl      | NLD     | 8.49  | 1019  |
| 8         | Vera Epimaška        | BLR     | 8.60  | 995   |

## Salto in alto
Gruppo A (inizio ore 10:55)
| Posizione | Atleta                 | Nazione | Misura | Punti |
| --------- | ---------------------- | ------- | ------ | ----- |
| 1         | Laurien Hoos           | NLD     | 1.75   | 916   |
| 2         | Vera Epimaška          | BLR     | 1.75   | 916   |
| 3         | Francine Passe-Coutrin | FRA     | 1.75   | 916   |
| 4         | Karolina Tyminska      | POL     | 1.69   | 842   |
| 5         | Olga Kungorova         | ESP     | 1.63   | 771   |
| 6         | Maria Peinado          | ESP     | 1.63   | 771   |
| 7         | Ksenja Balta           | EST     | 1.63   | 771   |

Gruppo B (inizio ore 10:55)
| Posizione | Atleta               | Nazione | Misura | Punti |
| --------- | -------------------- | ------- | ------ | ----- |
| 1         | Carolina Klüft       | SVE     | 1.93   | 1145  |
| 2         | Marie Collonvillé    | FRA     | 1.84   | 1029  |
| 3         | Sonia Kesselschläger | GER     | 1.84   | 1029  |
| 4         | Natalija Dobryns'ka  | UKR     | 1.84   | 1029  |
| 5         | Kelly Sotherton      | ESP     | 1.81   | 991   |
| 6         | Karin Ruckstuhl      | NLD     | 1.81   | 991   |
| 7         | Claudia Tonn         | GER     | 1.72   | 879   |
| 8         | Tat'jana Gordeeva    | RUS     | DNS    | 0     |

## Getto del peso
Gruppo unico (inizio ore 12:55)
| Posizione | Atleta                 | Nazione | Misura | Punti |
| --------- | ---------------------- | ------- | ------ | ----- |
| 1         | Vera Epimaška          | BLR     | 17.25  | 1012  |
| 2         | Natalija Dobryns'ka    | UKR     | 15.48  | 893   |
| 3         | Laurien Hoos           | NLD     | 14.61  | 835   |
| 4         | Kelly Sotherton        | GBR     | 14.22  | 809   |
| 5         | Karolina Tyminska      | POL     | 13.77  | 779   |
| 6         | Sonia Kesselschläger   | GER     | 13.62  | 769   |
| 7         | Karin Ruckstuhl        | NLD     | 13.34  | 750   |
| 8         | Carolina Klüft         | SVE     | 13.29  | 747   |
| 9         | Marie Collonvillé      | FRA     | 12.77  | 712   |
| 10        | Claudia Tonn           | GER     | 12.34  | 684   |
| 11        | Maria Peinado          | ESP     | 12.22  | 676   |
| 12        | Francine Passe-Coutrin | FRA     | 11.29  | 614   |
| 13        | Olga Kungorova         | ESP     | 11.26  | 612   |
| 14        | Ksenja Balta           | EST     | 11.06  | 599   |
| 15        | Tat'jana Gordeeva      | RUS     | DNS    | 0     |

## Salto in lungo
Gruppo A
| Posizione | Atleta                 | Nazione | Tempo | Punti |
| --------- | ---------------------- | ------- | ----- | ----- |
| 1         | Kelly Sotherton        | GBR     | 6,44  | 988   |
| 2         | Ksenja Balta           | EST     | 6,12  | 887   |
| 3         | Maria Peinado          | SPA     | 6,06  | 868   |
| 4         | Laurien Hoos           | NED     | 8.84  | 944   |
| 5         | Francine Passe-Coutrin | FRA     | 5,82  | 795   |
| 6         | Olga Kungurova         | SPA     | 5,69  | 756   |
| 7         | Tat'jana Gordeeva      | RUS     | DNF   | 0     |

Gruppo B
| Posizione | Atleta               | Nazione | Tempo | Punti |
| --------- | -------------------- | ------- | ----- | ----- |
| 1         | Carolina Klüft       | SVE     | 6,65  | 1056  |
| 2         | Karin Ruckstuhl      | NLD     | 6,44  | 988   |
| 3         | Natalija Dobryns'ka  | UKR     | 6,28  | 937   |
| 4         | Marie Collonvillé    | FRA     | 6,21  | 915   |
| 5         | Sonia Kesselschläger | GER     | 6,15  | 896   |
| 6         | Karolina Tyminska    | POL     | 6,14  | 893   |
| 7         | Claudia Tonn         | GER     | 6,08  | 874   |
| 8         | Vera Epimaška        | BLR     | 5,97  | 840   |

## 800 metri piani
Serie 1 (partenza ore 10:00)
| Posizione | Atleta                 | Nazione | Tempo   | Punti |
| --------- | ---------------------- | ------- | ------- | ----- |
| 1         | Karolina Tyminska      | POL     | 2:13.39 | 916   |
| 2         | Claudia Tonn           | GER     | 2:13.43 | 915   |
| 3         | Ksenja Balta           | EST     | 2:18.10 | 850   |
| 4         | Olga Kungurova         | ESP     | 2:19.73 | 827   |
| 5         | Francine Passe-Coutrin | FRA     | 2:19.73 | 827   |
| 6         | Maria Peinado          | ESP     | 2:21.06 | 809   |
| 7         | Laurien Hoos           | NED     | 2:32.61 | 661   |

Serie 2 (partenza ore 10:06)
| Posizione | Atleta               | Nazione | Tempo   | Punti |
| --------- | -------------------- | ------- | ------- | ----- |
| 1         | Carolina Klüft       | SVE     | 2:13.47 | 914   |
| 2         | Kelly Sotherton      | GRB     | 2:13.58 | 913   |
| 3         | Marie Collonville    | FRA     | 2:17.26 | 861   |
| 4         | Karin Ruckstuhl      | NED     | 2:17.53 | 857   |
| 5         | Sonia Kesselschläger | GER     | 2:17.76 | 854   |
| 6         | Natalija Dobryns'ka  | UKR     | 2:23.74 | 773   |
| 7         | Vera Epimaška        | BLR     | 2:34.69 | 635   |

## Classifica finale
| Posizione | Atleta                 | Nazione | Punti     |
| --------- | ---------------------- | ------- | --------- |
| 1         | Carolina Klüft         | SVE     | 4948      |
| 2         | Kelly Sotherton        | GRB     | 4733 p.n. |
| 3         | Natalija Dobryns'ka    | UKR     | 4667      |
| 4         | Karin Ruckstuhl        | NED     | 4605      |
| 5         | Sonia Kesselschläger   | GER     | 4587      |
| 6         | Marie Collonvillé      | FRA     | 4538      |
| 7         | Vera Epimaška          | BLR     | 4398      |
| 8         | Karolina Tyminska      | POL     | 4374      |
| 9         | Claudia Tonn           | GER     | 4336      |
| 10        | Laurien Hoos           | NED     | 4282      |
| 11        | Maria Peinado          | ESP     | 4119      |
| 12        | Francine Passe-Coutrin | FRA     | 4119      |
| 13        | Olga Kungurova         | ESP     | 3888      |
| 14        | Ksenja Balta           | EST     | 3711      |
| 15        | Tat'jana Gordeeva      | RUS     | 0         |